# Pallacanestro in carrozzina ai XV Giochi paralimpici estivi - Torneo femminile
Il torneo femminile di pallacanestro in carrozzina ai giochi paralimpici estivi del 2016 si è svolto a Rio de Janeiro dall'8 al 16 settembre, presso la HSBC Arena e la Arena Carioca 1.

## Risultati

### Fase a gruppi

#### Gruppo A
| Squadra       | Pt | G | V | P | PF  | PS  | DP   |
| ------------- | -- | - | - | - | --- | --- | ---- |
| Germania      | 7  | 4 | 3 | 1 | 249 | 156 | +93  |
| Gran Bretagna | 7  | 4 | 3 | 1 | 228 | 140 | +88  |
| Canada        | 7  | 4 | 3 | 1 | 252 | 181 | +71  |
| Brasile       | 5  | 4 | 1 | 3 | 198 | 241 | -43  |
| Argentina     | 4  | 4 | 0 | 4 | 87  | 296 | -209 |

| Rio de Janeiro 8 settembre 2016, ore 09:30 UTC-3 | Gran Bretagna                                   | 36 – 43 (12-14, 24-25, 32-35) referto | Canada | HSBC Arena (2 637 spett.)\| Arbitri: \| Celine Villard Maurizio Zamponi Juan Magallanes \| |
| Arbitri:                                         | Celine Villard Maurizio Zamponi Juan Magallanes |                                       |        |                                                                                            |

| Rio de Janeiro 8 settembre 2016, ore 12:15 UTC-3 | Brasile                                   | 85 – 19 (22-4, 40-8, 63-13) referto | Argentina | Arena Carioca 1 (5 899 spett.)\| Arbitri: \| Matt Wells Arnold Moseya Saskia Warmerdam \| |
| Arbitri:                                         | Matt Wells Arnold Moseya Saskia Warmerdam |                                     |           |                                                                                           |

| Rio de Janeiro 9 settembre 2016, ore 10:00 UTC-3 | Argentina                                  | 20 – 79 (2-20, 6-34, 9-55) referto | Gran Bretagna | Arena Carioca 1 (5 546 spett.)\| Arbitri: \| Philip Haines Milutin Jelenic Eisuke Kanno \| |
| Arbitri:                                         | Philip Haines Milutin Jelenic Eisuke Kanno |                                    |               |                                                                                            |

| Rio de Janeiro 9 settembre 2016, ore 15:15 UTC-3 | Germania                                   | 77 – 32 (23-2, 45-13, 63-21) referto | Brasile | HSBC Arena (7 022 spett.)\| Arbitri: \| Tomas Pajer Celine Villard Youssef Elaabid \| |
| Arbitri:                                         | Tomas Pajer Celine Villard Youssef Elaabid |                                      |         |                                                                                       |

| Rio de Janeiro 10 settembre 2016, ore 09:30 UTC-3 | Canada                                   | 73 – 28 referto | Argentina | HSBC Arena (5 036 spett.)\| Arbitri: \| Bill Kuerzi Lee Jae Geun Youssef Elaabid \| |
| Arbitri:                                          | Bill Kuerzi Lee Jae Geun Youssef Elaabid |                 |           |                                                                                     |

| Rio de Janeiro 10 settembre 2016, ore 11:45 UTC-3 | Gran Bretagna                            | 50 – 45 (14-17, 24-24, 36-28) referto | Germania | HSBC Arena (8 325 spett.)\| Arbitri: \| Juan Urunuela Cristian Roja Karen Molina \| |
| Arbitri:                                          | Juan Urunuela Cristian Roja Karen Molina |                                       |          |                                                                                     |

| Rio de Janeiro 11 settembre 2016, ore 10:00 UTC-3 | Germania                                      | 68 – 54 (20-14, 29-31, 45-42) referto | Canada | Arena Carioca 1 (9 564 spett.)\| Arbitri: \| Adam Fronczak Jaime Oseguera Saskia Warmerdam \| |
| Arbitri:                                          | Adam Fronczak Jaime Oseguera Saskia Warmerdam |                                       |        |                                                                                               |

| Rio de Janeiro 11 settembre 2016, ore 21:30 UTC-3 | Brasile                                 | 32 – 63 (8-15, 14-31, 20-53) referto | Gran Bretagna | Arena Carioca 1 (10 857 spett.)\| Arbitri: \| Matt Wells Eisuke Kanno Youssef Elaabid \| |
| Arbitri:                                          | Matt Wells Eisuke Kanno Youssef Elaabid |                                      |               |                                                                                          |

| Rio de Janeiro 12 settembre 2016, ore 09:00 UTC-3 | Argentina                                       | 20 – 59 (6-21, 8-32, 20-49) referto | Germania | Arena Carioca 1 (3 681 spett.)\| Arbitri: \| Celine Villard Saskia Warmerdam Juan Magallanes \| |
| Arbitri:                                          | Celine Villard Saskia Warmerdam Juan Magallanes |                                     |          |                                                                                                 |

| Rio de Janeiro 12 settembre 2016, ore 11:45 UTC-3 | Canada                                  | 82 – 49 (24-12, 49-22, 68-34) referto | Brasile | HSBC Arena (4 304 spett.)\| Arbitri: \| Lee Jae Geun Linas Radykas Karen Molina \| |
| Arbitri:                                          | Lee Jae Geun Linas Radykas Karen Molina |                                       |         |                                                                                    |

### Fase a gruppi

#### Gruppo B
| Squadra     | Pt | G | V | P | PF  | PS  | DP   |
| ----------- | -- | - | - | - | --- | --- | ---- |
| Stati Uniti | 8  | 4 | 4 | 0 | 288 | 138 | +150 |
| Paesi Bassi | 7  | 4 | 3 | 1 | 300 | 148 | +152 |
| Cina        | 6  | 4 | 2 | 2 | 212 | 187 | +25  |
| Francia     | 5  | 4 | 1 | 3 | 178 | 266 | -88  |
| Algeria     | 4  | 4 | 0 | 4 | 93  | 332 | -239 |

| Rio de Janeiro 8 settembre 2016, ore 10:00 UTC-3 | Francia                                         | 37 – 93 (11-25, 21-43, 31-72) referto | Stati Uniti | Arena Carioca 1\| Arbitri: \| Gustavo Mathias Milutin Jelenic Nureddin Bilmez \| |
| Arbitri:                                         | Gustavo Mathias Milutin Jelenic Nureddin Bilmez |                                       |             |                                                                                  |

| Rio de Janeiro 8 settembre 2016, ore 21:00 UTC-3 | Algeria                                    | 16 – 88 (6-23, 6-41, 8-71) referto | Cina | HSBC Arena (838 spett.)\| Arbitri: \| Nureddin Bilmez Benjamin Wood Eisuke Kanno \| |
| Arbitri:                                         | Nureddin Bilmez Benjamin Wood Eisuke Kanno |                                    |      |                                                                                     |

| Rio de Janeiro 9 settembre 2016, ore 17:30 UTC-3 | Paesi Bassi                                     | 107 – 29 (34-10, 61-12, 85-20) referto | Algeria | HSBC Arena (8 360 spett.)\| Arbitri: \| Karen Molina Sebastien Gauthier Juan Magallanes \| |
| Arbitri:                                         | Karen Molina Sebastien Gauthier Juan Magallanes |                                        |         |                                                                                            |

| Rio de Janeiro 9 settembre 2016, ore 21:30 UTC-3 | Cina                                            | 59 – 39 (16-4, 27-18, 45-31) referto | Francia | Arena Carioca 1\| Arbitri: \| Max Kindervater Alexandre Lapointe Lee Jae Geun \| |
| Arbitri:                                         | Max Kindervater Alexandre Lapointe Lee Jae Geun |                                      |         |                                                                                  |

| Rio de Janeiro 10 settembre 2016, ore 12:15 UTC-3 | Francia                                       | 30 – 81 (6-24, 10-40, 16-64) referto | Paesi Bassi | Arena Carioca 1 (9 887 spett.)\| Arbitri: \| Carsten Rehling Nureddin Bilmez Arnold Moseya \| |
| Arbitri:                                          | Carsten Rehling Nureddin Bilmez Arnold Moseya |                                      |             |                                                                                               |

| Rio de Janeiro 10 settembre 2016, ore 18:00 UTC-3 | Stati Uniti                                  | 70 – 36 (21-8, 39-20, 59-26) referto | Cina | Arena Carioca 1 (11 219 spett.)\| Arbitri: \| Mati Quintana Benjamin Wood Maurizio Zamponi \| |
| Arbitri:                                          | Mati Quintana Benjamin Wood Maurizio Zamponi |                                      |      |                                                                                               |

| Rio de Janeiro 11 settembre 2016, ore 15:45 UTC-3 | Paesi Bassi                                       | 50 – 60 (9-18, 21-31, 34-41) referto | Stati Uniti | Arena Carioca 1 (11 415 spett.)\| Arbitri: \| Krunoslav Peic Sebastien Gauthier Carsten Rehling \| |
| Arbitri:                                          | Krunoslav Peic Sebastien Gauthier Carsten Rehling |                                      |             | |

| Rio de Janeiro 11 settembre 2016, ore 17:30 UTC-3 | Algeria                                          | 33 – 72 (5-23, 13-45, 21-63) referto | Francia | HSBC Arena (9 055 spett.)\| Arbitri: \| Milutin Jelenic Juan Magallanes Maurizio Zamponi \| |
| Arbitri:                                          | Milutin Jelenic Juan Magallanes Maurizio Zamponi |                                      |         |                                                                                             |

| Rio de Janeiro 12 settembre 2016, ore 09:30 UTC-3 | Stati Uniti                                    | 65 – 15 (19-4, 31-8, 51-10) referto | Algeria | HSBC Arena (2 332 spett.)\| Arbitri: \| Mati Quintana Alexandre Lapointe Benjamin Wood \| |
| Arbitri:                                          | Mati Quintana Alexandre Lapointe Benjamin Wood |                                     |         |                                                                                           |

| Rio de Janeiro 12 settembre 2016, ore 11:15 UTC-3 | Cina                                      | 29 – 62 (13-14, 16-31, 19-46) referto | Paesi Bassi | Arena Carioca 1 (6 307 spett.)\| Arbitri: \| Juan Urunuela Philip Haines Arnold Moseya \| |
| Arbitri:                                          | Juan Urunuela Philip Haines Arnold Moseya |                                       |             |                                                                                           |

### Fase a eliminazione diretta
|  | Quarti di finale  | Quarti di finale |               |               | Semifinali                | Semifinali                |  |  | Finale medaglia d'oro | Finale medaglia d'oro |
|  |                   |                  |               |               |                           |                           |  |  |                       |                       |
|  |                   |                  |               |               |                           |                           |  |  |                       |                       |
|  |                   |                  |               |               |                           |                           |  |  |                       |                       |
|  | 1A. Germania      | 76               |               |               |                           |                           |  |  |                       |                       |
|  | 1A. Germania      | 76               |               |               |                           |                           |  |  |                       |                       |
|  | 4B. Francia       | 28               |               |               |                           |                           |  |  |                       |                       |
|  | 4B. Francia       | 28               | Germania      | 55            |                           |                           |  |  |                       |                       |
|  |                   |                  | Germania      | 55            |                           |                           |  |  |                       |                       |
|  |                   | Paesi Bassi      | 45            |               |                           |                           |  |  |                       |                       |
|  | 2B. Paesi Bassi   | Paesi Bassi      | 45            | 78            |                           |                           |  |  |                       |                       |
|  | 2B. Paesi Bassi   |                  |               | 78            |                           |                           |  |  |                       |                       |
|  | 3A. Canada        | 60               |               |               |                           |                           |  |  |                       |                       |
|  | 3A. Canada        | 60               | Germania      | 45            |                           |                           |  |  |                       |                       |
|  |                   |                  | Germania      | 45            |                           |                           |  |  |                       |                       |
|  |                   | Stati Uniti      | 62            |               |                           |                           |  |  |                       |                       |
|  | 2A. Gran Bretagna | Stati Uniti      | 62            | 57            |                           |                           |  |  |                       |                       |
|  | 2A. Gran Bretagna |                  |               | 57            |                           |                           |  |  |                       |                       |
|  | 3B. Cina          | 38               |               |               |                           |                           |  |  |                       |                       |
|  | 3B. Cina          | 38               | Gran Bretagna | 78            | Finale medaglia di bronzo | Finale medaglia di bronzo |  |  |                       |                       |
|  |                   |                  | Gran Bretagna | 78            | Finale medaglia di bronzo | Finale medaglia di bronzo |  |  |                       |                       |
|  |                   | Stati Uniti      | 89            |               |                           |                           |  |  |                       |                       |
|  | 1B. Stati Uniti   | Stati Uniti      | 89            | 66            | Paesi Bassi               | 76                        |  |  |                       |                       |
|  | 1B. Stati Uniti   |                  |               | 66            | Paesi Bassi               | 76                        |  |  |                       |                       |
|  | 4A. Brasile       | 30               |               | Gran Bretagna | 34                        |                           |  |  |                       |                       |
|  | 4A. Brasile       | 30               |               |               | 34                        |                           |  |  |                       |                       |
|  |                   |                  |               |               |                           |                           |  |  |                       |                       |
|  |                   |                  |               |               |                           |                           |  |  |                       |                       |

#### Quarti di finale
| Arbitri: | Bill Kuerzi Matt Wells Krunoslav Peic |

|               |          |                         |
| Miller 22     | Punti    | 8 Etavard-Glemp         |
| Schunemann 14 | Assist   | 2 Etavard-Glemp, Pichon |
| Schunemann 14 | Rimbalzi | 7 Menard                |

| Arbitri: | Gustavo Mathias Cristian Roja Mati Quintana |

|            |          |                      |
| Beijer 31  | Punti    | 20 Ouellet           |
| Huitzing 7 | Assist   | 5 McLachlan, Ouellet |
| Beijer 14  | Rimbalzi | 11 McLachlan         |

| Arbitri: | Sebastien Gauthier Linas Radykas Tomas Pajer |

|            |          |         |
| Freeman 24 | Punti    | 13 Lei  |
| Freeman 11 | Assist   | 11 Long |
| Conroy 12  | Rimbalzi | 7 Lyu   |

| Arbitri: | Max Kindervater Saskia Warmerdam Alexandre lapointe |

|                  |          |                  |
| Hollermann 28    | Punti    | 17 Martins       |
| Murray 6         | Assist   | 4 Assuncao, Rosa |
| 10 Gaeng, Murray | Rimbalzi | 9 Martins        |

#### Semifinali
| Arbitri: | Matt Wells Gustavo Mathias Adam Fronczak |

|            |          |                     |
| Freeman 29 | Punti    | 31 Murray           |
| Freeman 18 | Assist   | 14 Miller           |
| Freeman 6  | Rimbalzi | 7 Gaeng, Hollermann |

| Arbitri: | Juan Urunuela Philip Haines Alexandre Lapointe |

|                   |          |            |
| Miller 25         | Punti    | 10 Visser  |
| Mohnen 7          | Assist   | 4 Huitzing |
| Miller, Mohnen 12 | Rimbalzi | 13 Beijer  |

#### Finale medaglia di bronzo
| Arbitri: | Carsten Rehling Bill Kuerzi Linas Radykas |

|            |          |           |
| Beijer 21  | Punti    | 7 Freeman |
| Huitzing 7 | Assist   | 5 Freeman |
| Beijer 6   | Rimbalzi | 5 Conroy  |

#### Finale medaglia d'oro
| Arbitri: | Juan Urunuela Philip Haines Mati Quintana |

|               |          |               |
| Schunemann 13 | Punti    | 33 Murray     |
| Schunemann 6  | Assist   | 8 Hollermann  |
| Miller 9      | Rimbalzi | 12 Hollermann |

### Incontri per i piazzamenti finali

#### 9º/10º posto
| Arbitri: | Jaime Oseguera Carsten Rehling Philip Haines |

|            |          |             |
| Foulani 12 | Punti    | 24 Pallares |
| Abdelali 7 | Assist   | 8 Olmedo    |
| Zairi 6    | Rimbalzi | 11 Linari   |

#### 7º/8º posto
| Arbitri: | Matt Wells Cristian Roja Juan Magallanes |

|                        |          |            |
| Saint Omer-Delepine 10 | Punti    | 17 Almeida |
| Marianne Buso 7        | Assist   | 8 Santana  |
| Saint Omer-Delepine 11 | Rimbalzi | 10 Martins |

#### 5º/6º posto
| Arbitri: | Gustavo Mathias Krunoslav Peic Jaime Oseguera |

|              |          |             |
| Ouellet 20   | Punti    | 17 Lei, Dai |
| McLachlan 8  | Assist   | 12 Long     |
| McLachlan 25 | Rimbalzi | 4 Deng      |

## Classifica
| Posizione | Squadra       |
| --------- | ------------- |
| 1         | Stati Uniti   |
| 2         | Germania      |
| 3         | Paesi Bassi   |
| 4         | Gran Bretagna |
| 5         | Canada        |
| 6         | Cina          |
| 7         | Brasile       |
| 8         | Francia       |
| 9         | Argentina     |
| 10        | Algeria       |